# 유채목
유채목(본명: 김현아,  음력 1974년 12월 13일 ~ )은 대한민국의 배우이다.

## 학력
- 덕문여자고등학교 (졸업)
- 부산대학교 국악학과 (졸업)
- 부산대학교 교육대학원 교육학과 (졸업)

## 경력
- 2001.11 덕문여자고등학교 국악강사, 브니엘예술고등학교 국악강사, 송정초등학교 국악강사
- 2001.11 ~ 2003.6 우리홈쇼핑 쇼호스트
- 2004.4 ~ 2004.12 한국경제TV

## 출연작

### 드라마
- 《가족연애사 시즌 1》 (OCN, 2005년)
- 《대조영》 (KBS1, 2006년) - 달기의 아낙 역
- 《그대의 풍경》 (KBS1, 2007년)
- 《쩐의 전쟁 the Original》 (tvN, 2008년) - 수동 처 역
- 《색시몽 리턴즈》 (채널CGV, 2008년) - 사감 선생님 역
- 《밤이면 밤마다》 (MBC, 2008년) - 오마담 역
- 《내 인생의 황금기》 (MBC, 2008년) - 박 간호사 역
- 《내 사랑 금지옥엽》 (KBS2, 2008년~2009년) - 젊은 송인순 역
- 《가문의 영광》 (SBS, 2008년~2009년) - 술집 마담 역
- 《탐나는도다》 (MBC, 2009년) - 강진댁 역
- 《그대, 웃어요》 (SBS, 2009년) - TM화장품 실장 역
- 《파스타》 (MBC, 2010년) - 마트 캐셔 역
- 《산부인과》 (SBS, 2010년) - 민영주 역
- 《검사 프린세스》 (SBS, 2010년) - 발표회 심사위원 역
- 《제빵왕 김탁구》 (KBS2, 2010년) - 유경 모 역
- 《싸인》 (SBS, 2011년) - 여교도관 역
- 《영도다리를 건너다》 (KBS2, 2011년) - 간호사 역
- 《내 마음이 들리니》 (MBC, 2011년) - 진행자 역
- 《로맨스가 필요해》 (tvN, 2011년) - 호텔 직원 역
- 《여인의 향기》 (SBS, 2011년) - 탱고학원 기초반 수강생 '안달' 역
- 《꽃미남 라면가게》 (tvN, 2011년)
- 《복희 누나》 (KBS2, 2011년 ~ 2012년) - 차필순 역
- 《넝쿨째 굴러온 당신》 (KBS2, 2012년) - 성형외과 상담받는 여자 역
- 《세상 어디에도 없는 착한남자》 (KBS2, 2012년) - 술집 마담 역
- 《백년의 유산》 (MBC, 2013년) - 면접관 역
- 《주군의 태양》 (SBS, 2013년) - 창민 모 역
- 《너희들은 포위됐다》 (SBS, 2014년) - 김민준의 어머니 역
- 《미녀의 탄생》 (SBS, 2014년~2015년) - 팔찌를 판매하는 상인 역
- 《오 나의 귀신님》 (tvN, 2015년) - 점집 손님 역
- 《용팔이》 (SBS, 2015년) - VIP병실 간호사 역
- 《응답하라 1988》 (tvN, 2015년) - 쥬단학 아줌마 역
- 《학교 2017》 (KBS2, 2017년)
- 《돌아온 복단지》 (MBC, 2017년)
- 《최고의 치킨》 (MBN & 드라맥스, 2019년)

### 영화
- 《화기애애》(2005년) - 임지영 대리 역
- 《과자로 만든 집》(2005년)
- 《건강한 청년 최경만》(2005년) - 형수 역
- 《미동》(2005년) - 술집 주인 윤정 역
- 《눈부신 하루》(2006년) - 매니저 역
- 《가족의 탄생》(2006년)- 면접관 2 역
- 《한반도》(2006년) - 앵커 (목소리) 역
- 《원탁의 천사》(2006년) - 성인전화 (목소리) 역
- 《라디오 스타》(2006년) - 미사리 중년 여 역
- 《세번째 시선》(2006년) - 동사무소 사회복지담당직원 역
- 《훼미리 사이즈 피자》(2006년) - 꼬마의 아빠 친구 역
- 《여우의 음악》(2006년)
- 《황진이》(2007년) - 행수 기생 역
- 《마지막 선물》(2008년) - 하진 엄마 역
- 《아버지와 마리와 나》(2008년) - 룸싸롱 마담 역
- 《복자》(2008년)
- 《해가 지는 아침》(2008년) - 경선 역
- 《바다 쪽으로, 한 뼘 더》(2009년) - 연희 친구 정아 역
- 《독》(2009년) - 여집사 1 역
- 《킬미》(2009년) - 주인 언니 역
- 《KTX 특별열차》(2009년) - 김 선생님 역
- 《하모니》(2010년)
- 《집 나온 남자들》(2010년) - 카페 여주인 역
- 《아저씨》(2010년) - 콜센터 여직원 역
- 《회초리》(2011년) - 여훈사 역
- 《가비》(2012년) - 부제상궁 역
- 《21》(2012년) - 소영 엄마 역
- 《뜨거운 안녕》(2013년) - 충의 모 역
- 《완전 소중한 사랑》(2013년) - 수 간호사 역
- 《청야》(2013년) - 박 주사 역
- 《화장》(2015년) - 박 과장 역
- 《이웃집 스타》(2017년) - 미연 모/미향 모 역
- 《소풍》 (2024년) - 청자 옆집 아줌마 역